# HMAS Albatross (NAS Nowra)

i7
i11
i13
HMAS Albatross, oder Naval Air Station Nowra (NAS Nowra)  ist der einzige Militärflugplatz der Royal Australian Navy (RAN). Er befindet sich 160 Kilometer südlich Sydneys im Bundesstaat New South Wales und zehn Kilometer südwestlich des gleichnamigen Ortes Nowra.
Auf dem Gelände befindet sich mit dem Fleet Air Arm Museum auch das Museum der australischen Marinefliegerei.

## Geschichte
Der Flugplatz wurde 1941 nach zweijähriger Bauzeit für die Royal Australian Air Force (RAAF) eröffnet und von dieser als RAAF Nowra bezeichnet. Die operative Nutzung erfolgte ab 1942 zunächst durch australische Bristol Beaufighter. Hinzu kamen 1942/1943 B-26 der United States Army Air Forces (USAAF) zum Torpedotraining auf die Basis.  Im Jahr 1944 wurde sie aufgrund ihrer Nähe zur Jervis Bay an die Royal Navy übertragen und von ihr als HMS Nabbington bezeichnet und bis Ende 1945 betrieben. Sie diente insbesondere den Trägerflugzeugen des Fleet Air Arms während der Hafenaufenthalte und Werftliegezeiten britischer Flugzeugträger in Sydney.
Im März 1946 gaben die Briten den Flugplatz an die RAAF zurück.
Nach der Gründung des australischen Fleet Air Arms 1947 wurde die Basis im August 1948 an die RAN übergeben und nach dem früheren Seeflugzeugträger HMAS Albatross benannt. Sie dient seit Mai 1949 als Hauptlandstützpunkt der Bordflugzeuge des FAA und wurde nach Indienststellung schrittweise erweitert, insbesondere nach Beginn des Jetzeitalters 1955 in Form der Sea Vampire und Sea Venom, letztere flogen noch bis 1972, und später in den 1960er Jahren für den Betrieb von A-4 und S-2. Diese Maschinen flogen bis 1982, als der letzte australische Träger, die HMAS Melbourne, außer Dienst gestellt wurde. Einsatzstaffeln waren die 805., 808., 817. und 850. Squadron und zum Flugtraining dienten die 723., 724. und 725. Squadron.
Neben den Bordflugzeugen betrieb die RAN auch einige Landflugzeuge zum Flugtraining und Transport. Diese wurden zwischen 1954 und 1984, mit zehnjähriger Unterbrechung ab 1958 von der 851. Squadron betrieben. Zu ihrem Flugzeugbestand zählten in den 1950er Jahren C-47 und Firefly. Nach der Unterbrechung trat an Stelle der Fireflys die S-2 während die Dakotas 1973 durch die HS 748 ersetzt wurden.
Seit Anfang der 1980er Jahre ist die NAS Nowra nurmehr Basis von Hubschraubern, mit Ausnahme der erst im Jahr 2000 nach mehr als 25 Dienstjahren außer Dienst gestellten und ab 1984 zur 723. Squadron gehörenden HS 748.
Der erste Helikopter der RAN war bereits ab 1953 für zwölf Jahre die Sycamore HR.50. Anfang der 1960er Jahre kamen Wessex HAS.31 der 817. Squadron, UH-1B und Scout AH-1 hinzu. Letztere wurden lediglich bis 1973 betrieben und durch OH-58 ersetzt. Die Wessex der 817. Squadron wurden 1976 durch Sea King Mk.50 ersetzt. Letztere kamen in ihrer langen Dienstzeit auch über Land bei diversen Überschwemmungen und Buschbränden zum Einsatz sowie als Rettungshubschrauber zum Beispiel 1998 beim Sydney-Hobart-Yacht-Race, bei dem sechs Segler umkamen.
Die UH-1B wurde zwischen 1984 und 1989 durch die AS350BA ersetzt und auch die letzten Wessex wurden 1989 außer Dienst gestellt. Fünf Jahre später begann der Flugbetrieb mit der S-70B-2 Seahawk. Die OH-58 wurden ebenfalls im Jahr 2000 ausgemustert.
Zwischen 2001 und 2008 beherbergte die Station auch die SH-2G(A), die von der 805. Squadron betrieben wurden.
Im Jahr 2005 kamen beim Absturz eines Sea Kings aus Nowra beim Erdbebeneinsatz in Nias neun Personen ums Leben und sechs Jahre später wurden die Sea Kings schließlich ausgemustert.
Die ersten MRH-90 Taipan trafen Ende 2010 ein, der operative Flugbetrieb bei der 808. Squadron begann jedoch erst Ende 2013. Die letzte Erweiterung und  Modernisierung der Naval Air Station begann ebenfalls Ende 2013 im Vorfeld des Eintreffens der „Romeo“-Version der Seahawk; die erste MH-60R traf im Oktober 2014 in Australien ein und die letzten Vorgänger der Version S-70B-2 verließen die Flotte im Dezember 2017.
Im Juli 2015 traf auch die erste H135T2+ in Nowra ein. Die H135 bilden die fliegende Komponente der von Boeing bereitgestellten fliegerischen Grundausbildung zukünftiger Hubschrauberbesatzungen für die Marine und die Australian Army im Rahmen des Helicopter Aircrew Training System (HATS). Deren Vorgänger vom Typ AS350BA verließen die Marine am gleichen Tag wie die letzten S-70.

## Militärische Nutzung
Der Marineflugplatz beherbergt zurzeit (2018) die Navy Aviation Group und fünf ihr unterstellte fliegende Staffeln.
- 723. Squadron, Staffel mit Bell 429 (seit 2012) und EC135T2+ (seit 2016), dient inzwischen der Schulung im Rahmen des Helicopter Aircrew Training System (HATS)
- 725. Squadron, Umschulstaffel für MH-60R Seahawk U-Jagd-Bordhubschrauber, seit Juni 2015[3].
- 808. Squadron, Einsatzstaffel der MRH-90 Taipan Mehrzweck-Bordhubschrauber, seit November 2010 – die 808. Staffel gehörte im Zweiten Weltkrieg zur Royal Navy und war als eine Trägerstaffel der Ark Royal an der Versenkung der Bismarck beteiligt
- 816. Squadron, Einsatzstaffel der MH-60R U-Jagd-Bordhubschrauber
- 822X. Squadron, Einsatzstaffel für die Unbemannten Luftfahrzeuge der Typen Boeing ScanEagle und Camcopter S-100, bis 2018 als Naval Unmanned Aircraft Squadron Unit (NUASU) bezeichnet[4]

Die U-Jagd Hubschrauber werden vorwiegend auf Fregatten und Zerstörern eingeschifft, die Mehrzweckhubschrauber operieren meist von Landungsschiffen.
Daneben nutzen weitere nichtfliegende Einrichtungen des australischen Militärs die Basis sowie zivile gecharterte Zieldarstellungsflugzeuge des Typs Learjet 35.

## Zivile Nutzung
Am Rande des Militärareals befindet sich ein kleines ziviles Terminal, das zeitweise auch im Regionalluftverkehr angeflogen wurde.